# Jan II (metropolita kijowski)
Jan II (zm. 1089 w Kijowie) – metropolita kijowski od ok. 1076 do 1089.

## Życiorys
Był z pochodzenia Grekiem. Metropolita Jan II objął zarząd katedry kijowskiej ok. 1076, najpóźniej w 1078, zastępując metropolitę Jerzego. Prawdopodobnie brał udział w chirotonii biskupa rostowskiego Izajasza w 1077. Według niektórych źródeł to za jego czasów w ramach metropolii kijowskiej powołane zostały eparchie włodzimierska (włodzimiersko-wołyńska) oraz turowska.
Jan II trzykrotnie wspominany jest w Powieści minionych lat, która opisuje go jako człowieka uczonego, miłosiernego, łaskawego dla wszystkich, skromnego. Informuje także o poświęceniu przezeń cerkwi św. Michała w kompleksie monasteru Wydubickiego oraz przewodniczeniu uroczystościom pogrzebowym Jaropełka Izjasławowicza.
W listopadzie 1086 Jan II udał się do Konstantynopola, by wziąć udział w posiedzeniu Synodu Kościoła. Następnie wrócił do Kijowa i 14 sierpnia 1089 poświęcił sobór Zaśnięcia Matki Bożej w kompleksie Monasteru Kijowsko-Pieczerskiego. Zmarł w tym samym roku.
Metropolita Jan II jest przypuszczalnym autorem cyklu odpowiedzi na zapytania w kwestiach kanonicznych (pochodzące z ok. 1083–1084) oraz listu do antypapieża Klemensa III К архиепископу римскому от Иоанна митрополита русскаго о опресноцех, w którym zarzucał Kościołowi katolickiemu porzucenie prawdziwej wiary i niewłaściwe wykonywanie obrzędów liturgicznych. Przypisuje mu się również autorstwo nabożeństwa ku czci świętych Borysa i Gleba, chociaż kwestia ta budzi wiele wątpliwości.